# Ei Samay Sangbadpatra
Ei Samay Sangbadpatra is een Bengaalse krant die wordt uitgegeven in India. Het dagblad werd op 15 oktober 2012 opgericht door The Times Group, de onderneming die ook de Times Of India uitgeeft. Dit met de bedoeling de concurrentie aan te gaan met Anandabazar Patrika. In West-Bengalen worden nu vijf grote Bengaalse kranten uitgegeven. De broadsheet wordt uitgegeven in Kolkata.